# Wendlinger
Wendlinger:
- Heinz Wendlinger(en) (Século XX), bobsled alemão
- Karl Wendlinger (* 1968, Kufstein), piloto austríaco
- Stéphanie Wendlinger(de) (* 1980, [?]), o jogador de futebol francês